# رود انو
رود انو (به لاتین: Anano River) یک رود در ژاپن است که در Hokkaido Prefecture واقع شده‌است.